# Georg Christoph Detharding der Jüngere
Georg Christoph Detharding der Jüngere (* 2. Mai 1730 in Rostock; † 12. Juni 1789 ebenda) war ein deutscher Mediziner.

## Leben
Georg Christoph Detharding d. J. war der Sohn des Professors für Medizin an der Universität Rostock Georg Christoph Detharding (1699–1784) und dessen Ehefrau Katharine Elisabeth, geb. Roggenbau. Er studierte Medizin an der Rostocker Universität bei seinem Vater. 1759 wurde er unter dem Vorsitz seines Vaters promoviert zum Dr. med. mit dem Thema „de humorum mutationibus ab animi adfectibus“. Er praktizierte in Rostock, wo er am 12. Juni 1789 starb.
Detharding war ab 1762 verheiratet mit Agneta Sophie, geb. Oerthling (1744–1816). Das Paar hatte drei Kinder; die Tochter Catherine Sophie Detharding (1763–1846) und die Söhne Georg Gustav (1765–1838) und Georg Christoph (1766–1795). Die Tochter heiratete Heinrich Georg Crull (1755–1819), mit dem sie acht Kinder hatte.
Dethardings älterer Bruder Georg Detharding (1727–1813) wurde Pastor in Rostock.